# Geniostoma macrophyllum
Geniostoma macrophyllum är en tvåhjärtbladig växtart som beskrevs av John Wynn Gillespie. Geniostoma macrophyllum ingår i släktet Geniostoma och familjen Loganiaceae. Inga underarter finns listade i Catalogue of Life.